# Deutsche Leichtathletik-Hallenmeisterschaften 1985
Die 32. Deutschen Leichtathletik-Hallenmeisterschaften fanden am 15. und 16. Februar 1985 in der Helmut-Körnig-Halle von Dortmund statt.

## Medaillengewinner

### Frauen
| Disziplin   | Gold                                                                   | Leistung    | Silber                                                                          | Leistung    | Bronze                                                                               | Leistung    |
| ----------- | ---------------------------------------------------------------------- | ----------- | ------------------------------------------------------------------------------- | ----------- | ------------------------------------------------------------------------------------ | ----------- |
| 60 m        | Ute Thimm TV Wattenscheid 01                                           | 7,31 s      | Heidi-Elke Gaugel VfL Sindelfingen                                              | 7,34 s      | Resi März MTV Ingolstadt                                                             | 7,36 s      |
| 200 m       | Ute Thimm TV Wattenscheid 01                                           | 23,67 s     | Martina Frank LG Bayer Leverkusen                                               | 23,92 s     | Corinna Krug Eintracht Hamm                                                          | 24,01 s     |
| 400 m       | Gisela Kinzel Eintracht Hamm                                           | 51,76 s     | Christiane Brinkmann LG Bayer Leverkusen                                        | 52,62 s     | Elke Decker LG Bayer Leverkusen                                                      | 52,93 s     |
| 800 m       | Gaby Bußmann Eintracht Hamm                                            | 2:02,42 min | Petra Kleinbrahm LG Bayer Leverkusen                                            | 2:02,77 min | Monika Bens VfL Ockenhausen                                                          | 2:06,34 min |
| 1500 m      | Brigitte Kraus ASV Köln                                                | 4:08,08 min | Christiane Finke LG Göttingen                                                   | 4:14,03 min | Birgit Schmidt LC Paderborn                                                          | 4:14,90 min |
| 60 m Hürden | Ulrike Denk LG Bayer Leverkusen                                        | 7,98 s      | Edith Oker LG Bayer Leverkusen                                                  | 8,08 s      | Sabine Braun LG Bayer Leverkusen                                                     | 8,16 s      |
| 4 × 200 m   | Eintracht HammAndrea Bersch Corinna Krug Mechthild Kluth Gisela Kinzel | 1:34,14 min | LG Bayer LeverkusenSabine Braun Jasmin Feige Martina Frank Christiane Brinkmann | 1.34,15 min | LAV Bayer Uerdingen/DormagenSabine Everts Karin Wiesel Katja Blum Britta Knickenberg | 1.37,04 min |
| Hochsprung  | Heike Redetzky LG Bayer Leverkusen                                     | 1,91 m      | Brigitte Holzapfel TV Wattenscheid 01                                           | 1,89 m      | Andrea Breder SV Saar 05 Saarbrücken                                                 | 1,87 m      |
| Weitsprung  | Jasmin Feige LG Bayer Leverkusen                                       | 6,71 m      | Sabine Everts LAV Bayer Uerdingen/Dormagen                                      | 6,65 m      | Anke Weigt LG Bayer Leverkusen                                                       | 6,61 m      |
| Kugelstoßen | Claudia Losch LAC Quelle Fürth                                         | 17,55 m     | Birgit Petsch LG Bayer Leverkusen                                               | 17,41 m     | Mechthild Schönleber MTV Ingolstadt                                                  | 17,18 m     |

### Männer
| Disziplin      | Gold                                                                               | Leistung    | Silber                                                                          | Leistung    | Bronze                                                                | Leistung    |
| -------------- | ---------------------------------------------------------------------------------- | ----------- | ------------------------------------------------------------------------------- | ----------- | --------------------------------------------------------------------- | ----------- |
| 60 m           | Christian Haas LAC Quelle Fürth                                                    | 6,60 s      | Hans Fritzsche TV Wattenscheid 01                                               | 6,67 s      | Werner Zaske TV Wattenscheid 01                                       | 6,76 s      |
| 200 m          | Ralf Lübke LG Bayer Leverkusen                                                     | 20,92 s     | Rolf Kistner TV Wattenscheid 01                                                 | 21,41 s     | Frank Pilgram LG Bayer Leverkusen                                     | 21,47 s     |
| 400 m          | Klaus Just FV Salamander Kornwestheim                                              | 46,10 s     | Uwe Wegner SV Union Groß-Ilsede                                                 | 46,60 s     | Frank Seybold TV Bad Vilbel                                           | 47,47 s     |
| 800 m          | Axel Harries TV Furtwangen                                                         | 1:46,41 min | Hans-Peter Ferner MTV Ingolstadt                                                | 1:46,56 min | Peter Braun LG Tuttlingen-Fridingen                                   | 1:47,63 min |
| 1500 m         | Uwe Becker VfL Wolfsburg                                                           | 3:41,30 min | Jürgen Grothe VfL Waiblingen                                                    | 3:41,92 min | Ralf Stewing LG Bonn/Meckenheim                                       | 3:42,68 min |
| 3000 m         | Christoph Herle VfL Waldkraiburg                                                   | 7:42,97 min | Thomas Wessinghage ASV Köln                                                     | 7:50,76 min | Karl Fleschen LG Bayer Leverkusen                                     | 7:56,57 min |
| 60 m Hürden    | Jürgen Schoch FV Salamander Kornwestheim                                           | 7,84 s      | Siegfried Wentz USC Mainz                                                       | 7,88 s      | Stefan Mattern LG Kreis Verden                                        | 7,93 s      |
| 4 × 200 m      | LG Bayer LeverkusenFrank Pilgram Norbert Dobeleit Thomas Geuyen Ralf Lübke         | 1:24,17 min | FV Salamander KornwestheimJürgen Evers Markus Klameth Bernd Sattler Klaus Just  | 1:24,38 min | TV WattenscheidRolf Kistner Werner Zaske Hans Fritzsche Fritz Heer    | 1:26,21 min |
| 4 × 400 m      | SV Union Groß-IlsedeMatthias Kretschmann Carsten Fischer Uwe Wegner Erwin Skamrahl | 3:08,60 min | LAZ bellanet RhedeMichael Bußhoff Wolfgang Bußhoff Hilmar Lange Thomas Giessing | 3:11,42 min | OSC BerlinHarald Rieck Andreas Hanel Volker Blumenthal Edgar Nakladal | 3:16,02 min |
| 3 × 1000 m     | VfB StuttgartHerbert Wursthorn Hans Allmandinger Andreas Baranski                  | 7:06,70 min | VfL WolfsburgWolfgang Schreiber Uwe Becker Eckhardt Rüter                       | 7:06,91 min | LG Nord BerlinAndreas Schulze Ingo Plucinski Holger Böttcher          | 7:17,43 min |
| Hochsprung     | Carlo Thränhardt ASV Köln                                                          | 2,27 m      | Gerd Nagel LG Eintracht Frankfurt                                               | 2,25 m      | Peter Blank Eintracht Frankfurt                                       | 2,17 m      |
| Stabhochsprung | Gerhard Schmidt VT Zweibrücken                                                     | 5,40 m      | Manfred Reichert FV Salamander Kornwestheim                                     | 5,30 m      | Helmar Schmidt USC München                                            | 5,30 m      |
| Weitsprung     | Markus Kessler VfL Wolfsburg                                                       | 7,78 m      | Christian Thomas LG Ahlen-Hamm                                                  | 7,71 m      | Dietmar Haaf LG Glems                                                 | 7,55 m      |
| Dreisprung     | Ralf Jaros DJK Agon 08 Düsseldorf                                                  | 16,74 m     | Wolfgang Mai FC Schalke 04                                                      | 15,85 m     | Wolfgang Zinser FV Salamander Kornwestheim                            | 15,78 m     |
| Kugelstoßen    | Udo Gelhausen LG Bayer Leverkusen                                                  | 19,64 m     | Karsten Stolz TV Wattenscheid 01                                                | 19,39 m     | Peter Kassubek LAV Bayer Uerdingen/Dormagen                           | 19,34 m     |